# إبوكا (مجلة)

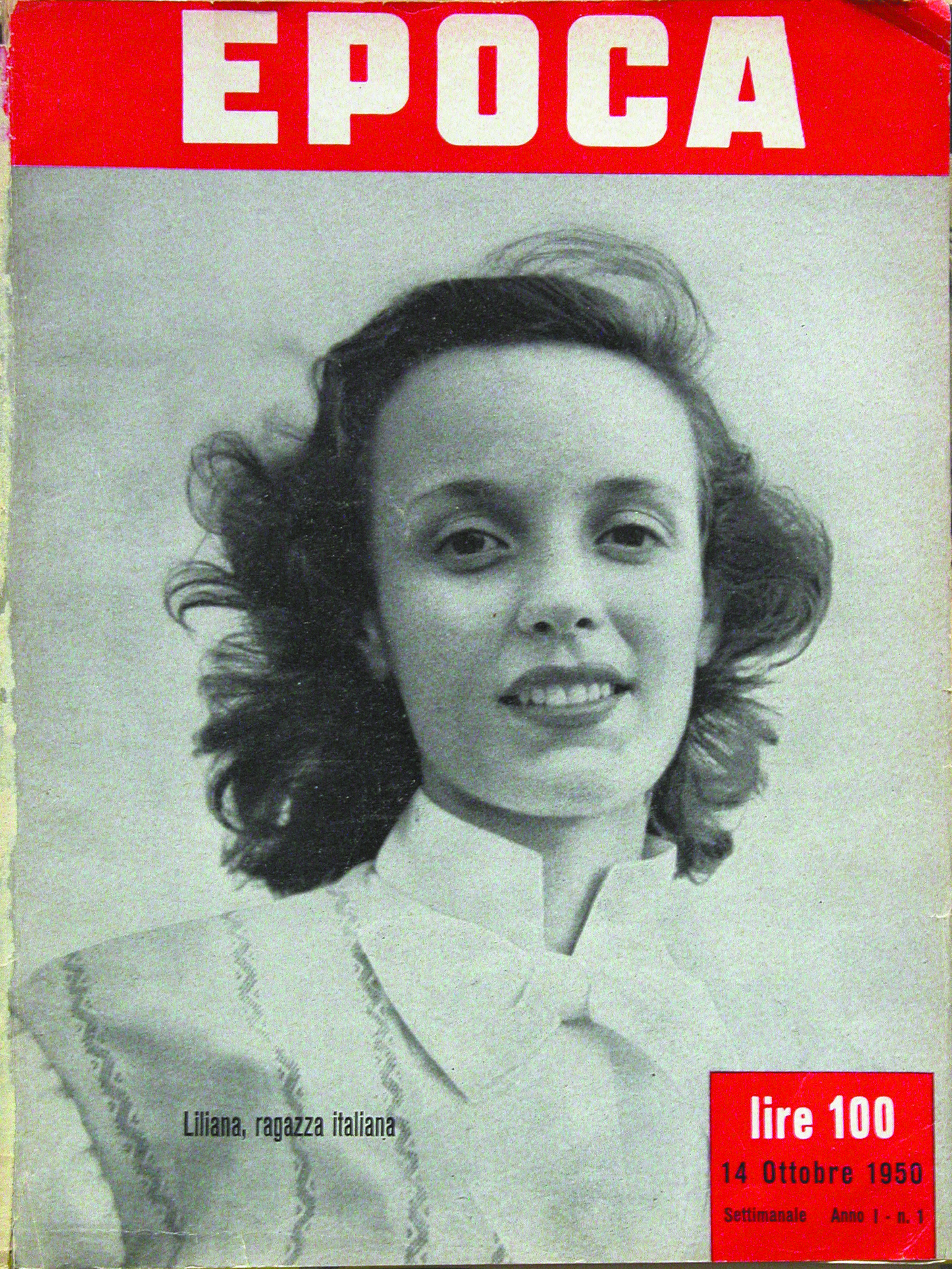
مجلة إبوكا نشرت عام ١٩٥٠

إبوكا (بالإيطالية: Epoca، تعني:العمر) كانت مجلة أسبوعية إيطالية مصورة للأحداث الجارية تم نشرها بين عامي 1950 و1997 في ميلانو بإيطاليا.

## التاريخ
تم نشر إبوكا لأول مرة في 14 أكتوبر 1950. تم تصميم المجلة على يد لايف، وباريس ماتش. كانت المجلة جزءًا من ماندادوري، وكان مقرها في ميلانو.
كان أول محرر لها هو ألبيرتو موندادوري الذي خلفه إنزو بياجي في المنصب في عام 1953. باعت المجلة 420 ألف نسخة في عام 1955.
خلال الفترة حتى عام 1960 عندما قام إنزو بياجي بتحرير مجلة إبوكا، غطت المجلة أخبار الشؤون الجارية والمواقف الاجتماعية وكذلك الأخبار التلفزيونية. كما تضمنت المجلة أيضًا مقالات متكررة ومفصلة عن نجوم هوليوود في تلك الفترة، ونجوم السينما الإيطالية مثل جينا لولوبريجيدا. الأسبوعية لها مكاتب في نيويورك وباريس وطوكيو. من يونيو 1952 إلى أواخر عام 1958 كتب الكاتبة الكوبية الإيطالية ألبا دي سيسبيديس عمودًا مؤلمًا بعنوان على جانبها في المجلة.
ثم أصبحت إبوكا جزءًا من روزرلي إديتوري، وبدأت في تغطية أخبار السفر والطبيعة بالصور والمقالات العلمية. تحتوي المجلة على قسم يسمى الأماكن الجميلة، حيث تم نشر صور لأماكن غير معروفة مثل جزر الباهاما ومراكش وأكابولكو لماريو دي بياسي وألفريدو بانوتشي وجورجيو لوتي.
خلال الستينيات كان لإيبوكا موقف سياسي معتدل، لكنه كان مناهضًا للشيوعية بشدة. بلغ تداول المجلة 400.000 نسخة عام 1963. وكان 305.000 نسخة في عام 1964.
في عام 1970 باعت المجلة 350.000 نسخة. تم توزيع 120،046 نسخة في عام 1984. تم إغلاقها في عام 1997 بسبب ضعف الدورة التوزيعية.